# Arnéguy
Arnéguy (in basco Arnegi) è un comune francese di 274 abitanti situato nel dipartimento dei Pirenei Atlantici, nella regione della Nuova Aquitania.
Si tratta dell'ultimo paese in terra francese sul percorso del Cammino di Santiago di Compostela, nella variante denominata "Via Bassa", proveniente da Saint-Jean-Pied-de-Port e dirigentesi verso Roncisvalle. 

## Società

### Evoluzione demografica
Abitanti censiti